# Plicatiductus storki
Plicatiductus storki Millidge & Russell-Smith, 1992 è un ragno appartenente alla famiglia Linyphiidae.
È l'unica specie nota del genere Plicatiductus.

## Distribuzione
La specie è stata rinvenuta sull'isola di Sulawesi, nella regione indonesiana.

## Tassonomia
Dal 1992 non sono stati esaminati esemplari, né sono state descritte sottospecie al 2012.